# 우쿨렐레

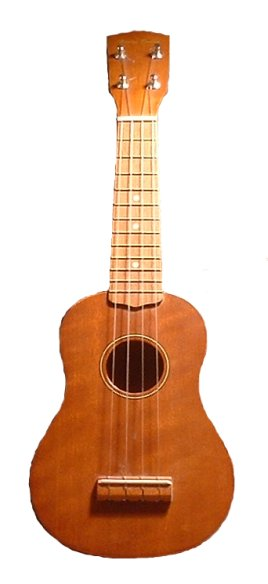
우쿨렐레

우쿨렐레(하와이어: ʻukulele)는 류트족의 현악기로 기타와 비슷하나 작고 보통은 4개의 줄을 사용한다. ʻukulele는 '뛰는(lele) 벼룩(ʻuku)'을 뜻하며, 소리 또한 이름에 걸맞게 기타보다 밝고 경쾌하다. 기타족에 속하는 하와이 악기이며, 4현 및 프렛이 있는 지판이 있다. 길이 50cm 정도의 소형악기이며 오른쪽 가슴에 안듯이 가지고 연주하는 발현악기이다. 19세기 말 포르투갈 이민자들이 하와이로 이주하면서 가져간 악기가 변형된 것이다. 하와이 음악을 중심으로 경음악에 많이 쓰인다. 꼴은 파인애플형과 오리지널형이 있고, 바디 크기에 따라 소프라노, 콘서트, 테너 등의 종류가 있으며 음색은 파인애플형이 더욱 부드럽고, 잘 울린다.
주로 화음으로 반주하는 것이 목적이나 때에 따라서는 멜로디도 연주한다. 오른손은 맨손으로도 연주하나 픽을 써서 연주하면 음이 강해진다. 인지만으로 현을 뜯는 것을 코먼 스트로크(common stroke)라 하고 손가락 전부를 써서 하는 주법을 롤링 스트로크(rolling stroke)라고 한다. 가장 보편적인 우쿨렐레의 조현은 G4 C4 E4 A4다. 윗줄부터 아랫줄까지 낮은 음에서 높은 음으로 조율되는 기타와 달리 윗줄인 4번줄이 2번 3번 줄보다 더 높은 점이 특징이다. 윗줄을 한 옥타브 낮춰 G3 C4 E4 A4로 조율하는 방법도 있다.

## 역사
1879년 포르투갈의 선원이 모국의 악기 마셰트 드 브라가(machete de braga)를 하와이로 가지고 들어왔다. 이 악기는 기타와 만돌린의 혼합형으로, 변형되어 우쿨렐레가 되었는데 하와이어로 '뛰는 벼룩'이라는 의미이다. 그만큼 음색이 밝고 통통 튀는 듯 명랑한 음색이다. 그 후 30년 동안 이 악기는 하와이 외부에 잘 알려지지 않았으나 1915년 샌프란시스코에서 개최된 파나마 퍼시픽 박람회에서 우쿨렐레가 미국 대중 음악계에 처음으로 등장했다. 하와이안 연주 그룹의 연주 음악이 사람들을 매료시켜 여기서 새로운 흐름이 탄생하였다. 1930년대에서 1940년대까지 그 인기는 최고에 달했는데 영국 음악당의 예술가 조지 폼비와 미국 텔레비전 스타 아서 고드프리가 이를 위해 힘썼다.